# Rise Them Up
Rise Them Up – dwunasty album studyjny Capletona, jamajskiego wykonawcy muzyki reggae i dancehall.
Płyta została wydana 15 maja 2007 roku przez wytwórnię Rude Boy Records. Znalazła się na niej kompilacja najnowszych singli wokalisty. Produkcją całości zajęli się Paul Harrison oraz Trevor Sinclair.

## Lista utworów
1. "Jah Jah Lives"
2. "Hidden Secrets"
3. "Who Dem"
4. "Why Worry"
5. "Rise Them Up"
6. "Gimmi Little"
7. "Hands Up"
8. "Fool"
9. "Get Us Out"
10. "Dem Doom"
11. "Sell Out"
12. "Spread the Love"
13. "Can't Stop This"
14. "Loving You"
15. "Do Them So"